# Балада про солдата
«Балада про солдата» (рос. «Баллада о солдате») — російська радянська чорно-біла воєнна мелодрама 1959 року, поставлена режисером Григорієм Чухраєм. Прем'єра фільму в СРСР відбулася 1 грудня 1959 року. У травні 1960 року стрічка брала участь у конкурсній програмі 13-го Каннського міжнародного кінофестивалю та була відзначена призом «За високий гуманізм і виняткові художні якості».

## Сюжет
Німецько-радянська війна. Молодий солдат Альоша Скворцов (Володимир Івашов) здійснив подвиг — підбив два танки супротивника. Командування збирається представити його до ордену, але Альоша просить дати йому відпустку, щоб побачитися з мамою. Отримавши лише шість діб відпустки і купивши подарунок матері, Олексій вирушає в дорогу. На шляху солдатові зустрічаються і хороші, і погані люди; Олексій допомагає знайти сімейне щастя інвалідові війни (Євген Урбанський), що зневірився, і зустрічає дівчину Шуру (Жанна Прохоренко), з якою переживає, можливо, своє перше кохання, що ледве зародилося. Врешті-решт на зустріч з мамою у Олексія залишається всього кілька хвилин. Обійнявши її і пообіцявши: «Я повернуся, мамо!», солдат вирушає у зворотну дорогу на фронт. Автори фільму із самого початку не приховують, що обіцянці Альоші не судилося було збутися. А мати і до цього дня ходить на ту дорогу, звідки вона колись проводжала сина на фронт.

## У ролях
| Володимир Івашов   | … | Альоша Скворцов                     |
| Жанна Прохоренко   | … | Шура                                |
| Антоніна Максимова | … | Катерина, мати Альоші               |
| Микола Крючков     | … | генерал                             |
| Євген Урбанський   | … | Вася, фронтовик-інвалід             |
| Марія Кремнєва     | … | Єлизавета Петрівна, дружина Павлова |

В епізодах
| Ельза Леждей          | … | Ліза, дружина фронтовика-інваліда Васі |
| Валентина Телегіна    | … | літня жінка-шофер                      |
| Валентина Маркова     | … | Зоя, сусідка Скворцових                |
| Євген Тетерін         | … | лейтенант «Звір», начальник ешелону    |
| Володимир Покровський | … | Василь Єгорович, батько Сергія Павлова |
| Георгій Юматов        | … | солдат з передової                     |
| Геннадій Юхтін        | … | солдат Сергій Павлов                   |
| Олександр Кузнєцов    | … | вартовий Гаврилкін                     |

| Євген Євстигнєєв | … | водій вантажівки                       |
| Валентин Брилєєв | … | солдат (в титрах — Б. Брилєєв)         |
| Лев Борисов      | … | солдат-жартівник в потягу              |
| Леонід Чубаров   | … | старшина Мосько                        |
| Володимир Кашпур | … | «Рябий» солдат, попутник Альоші        |
| Валентин Абрамов | … | солдат-балагур                         |
| Михайло Дадико   | … | попутник Альоші (в титрах — Н. Дадико) |
| Семен Свашенко   | … | старий українець в потягу              |
| Тетяна Баришева  | … | сусідка Павлових                       |

## Знімальна група
- Автори сценарію — Валентин Єжов, Григорій Чухрай
- Режисер-постановник — Григорій Чухрай
- Композитор — Михайло Зів
- Оператори — Володимир Ніколаєв, Ера Савельєва
- Художник-постановник — Борис Нємечек
- Режисер — М. Чернова
- Звукооператор — Веніамін Кіршенбаум
- Редактор — Маріанна Рооз
- Монтаж — Марія Тимофеєва
- Художник по костюмах — Д. Ряшенцева
- Комбіновані зйомки:
Оператор — Ванда Рилач
Художник — С. Мухін
- Грим — М. Агафонова
- Директор фільму — Павло Данильянц

## Зйомки
- Спочатку на головні ролі були затверджені Олег Стриженов та Ліліана Альошнікова, але їх замінили за наполяганням Григорія Чухрая[2].
- У перший день зйомок (сцена з від'їздом з фронту) Григорій Чухрай пошкодив ногу, при їх поновленні — захворів черевним тифом[2].
- Через зйомки у фільмі Жанні Прохоренко довелося перейти зі школи-студії МХАТ до ВДІКу[2].
- Частина знімальної групи пішла через розбіжності із задумом режисера[2].

## Нагороди та номінації
| Список нагород та номінацій                       | Список нагород та номінацій | Список нагород та номінацій                     | Список нагород та номінацій    | Список нагород та номінацій | Список нагород та номінацій |
| Кінопремія                                        | Дата церемонії              | Категорія                                       | Номінант(и)                    | Результат                   |                             |
| ------------------------------------------------- | --------------------------- | ----------------------------------------------- | ------------------------------ | --------------------------- | --------------------------- |
| Каннський кінофестиваль                           | 20 травня 1960              | Золота пальмова гілка                           | Балада про солдата             | Номінація                   |                             |
| Міжнародний кінофестиваль у Сан-Франциско         | 1960                        | Премія Золоті ворота за найкращий фільм         | Балада про солдата             | Перемога                    |                             |
| Міжнародний кінофестиваль у Сан-Франциско         | 1960                        | Премія Золоті ворота найкращому режисерові      | Григорій Чухрай                | Перемога                    |                             |
| Премія «Давид ді Донателло»                       | 1960                        | Золота пластина за режисуру                     | Григорій Чухрай                | Перемога                    |                             |
| Золотий кубок (Італія)                            | 1960                        | Найкращий актор                                 | Володимир Івашов               | Перемога                    |                             |
| Премія Боділ                                      | 1960                        | Найкращий європейський фільм                    | Балада про солдата             | Перемога                    |                             |
| Італійський національний синдикат кіножурналістів | 1961                        | Срібна стрічка найкращому іноземному режисерові | Григорій Чухрай                | Номінація                   |                             |
| Ленінська премія                                  | 1960                        |                                                 |                                | Перемога                    |                             |
| Премія «Оскар»                                    | 1962                        | Найкращий сценарій                              | Валентин Єжов, Григорій Чухрай | Номінація                   |                             |
| Премія BAFTA                                      | 1962                        | Премія БАФТА за найкращий фільм                 | Балада про солдата             | Перемога                    |                             |
| Премія BAFTA                                      | 1962                        | Найкращий іноземний актор                       | Володимир Івашов               | Номінація                   |                             |